# Giuliano Figueras
Giuliano Figueras (Arzano, Campània, 24 de gener de 1976) és un ciclista italià, que fou professional entre 1998 i 2007.
Considerat com una de les grans promeses del ciclisme italià, després de guanyar el Campionat del món en ruta sub-23 de 1996, no confirmà les expectatives amb el pas al professionalisme. Destaquen una victòria d'etapa al Tour de Romandia i Volta al País Basc de 1999 i la victòria final a la Setmana Internacional de Coppi i Bartali de 2004.
La seva àvia era nascuda a Figueres.

## Palmarès
- 1993
  - 1r al Trofeu Tosco-Umbro
- 1996
  -  Campió del món en ruta sub-23
  - 1r al Giro de les Regions
  - 1r al Trofeu Zssdi
  - 1r a la Coppa Caivano
- 1997
  - 1r al Trofeu Gianfranco Bianchin
  - Vencedor d'una etapa del Gran Premi Tell
- 1998
  - Vencedor d'una etapa del Tour de Langkawi
- 1999
  - 1r al Memorial Rik van Steenbergen
  - Vencedor d'una etapa del Tour de Romandia
  - Vencedor d'una etapa de la Volta al País Basc
  - Vencedor d'una etapa de la Setmana Catalana
  - Vencedor d'una etapa del Tour de la Regió valona
- 2000
  - 1r al Gran Premi Chiasso
- 2001
  - 1r al Giro del Vèneto
- 2002
  - 1r al Giro dels Apenins
- 2003
  - 1r al Gran Premi Chiasso
- 2004
  - 1r a la Setmana Internacional de Coppi i Bartali
- 2006
  - 1r al Giro del Laci
  - Vencedor d'una etapa del Brixia Tour

### Resultats al Giro d'Itàlia
- 2000. Abandona
- 2001. 10è de la classificació general
- 2003. 28è de la classificació general
- 2004. Abandona

### Resultats a la Volta a Espanya
- 2005. Abandona (2a etapa)